# Landkreis Vorpommern-Greifswald
Landkreis Vorpommern-Greifswald – powiat w Niemczech leżący w południowo-wschodniej części landu Meklemburgia-Pomorze Przednie. Siedzibą oraz największym miastem powiatu jest Greifswald. Pod względem powierzchni trzeci największy powiat w Niemczech.
Na wschodzie powiat Vorpommern-Greifswald graniczy z polskim powiatem polickim oraz miastem na prawach powiatu Świnoujście (Województwo zachodniopomorskie), na południu z brandenburskim powiatem Uckermark, na zachodzie z powiatem Mecklenburgische Seenplatte, na północnym zachodzie z powiatem Vorpommern-Rügen a granicę północną powiatu wyznacza brzeg Morza Bałtyckiego (Zatoka Pomorska oraz Zatoka Greifswaldzka).
Powiat obejmuje cały niemiecki obszar wyspy Uznam oraz Puszczy Wkrzańskiej i jest położony przy Zalewie Szczecińskim. Gminy we wschodniej części powiatu zaliczane są do rozwijającej się aglomeracji szczecińskiej.

## Historia
Powiat został utworzony na mocy reformy administracyjnej Meklemburgii-Pomorza Przedniego 4 września 2011 r. z dotychczasowych powiatów Ostvorpommern, Uecker-Randow, miasta na prawach powiatu Greifswald oraz związków gmin Jarmen-Tutow i Peenetal/Loitz z powiatu Demmin.

## Podział administracyjny
W skład powiatu wchodzi:
- sześć gmin (niem. amtsfreie Gemeinde)
- trzynaście związków gmin (niem. Amt)

Gminy
| Lp. | Nazwa gminy           | Ludność (2022) | Powierzchnia km² |
| --- | --------------------- | -------------- | ---------------- |
| 1   | Anklam                | 11 864         | 56,68            |
| 2   | Greifswald            | 55 617         | 50,81            |
| 3   | Heringsdorf           | 5991           | 37,81            |
| 4   | Pasewalk              | 9714           | 55,21            |
| 5   | Strasburg (Uckermark) | 4359           | 87,48            |
| 6   | Ueckermünde           | 8794           | 85,87            |

Związki gmin
| Lp. | Nazwa związku              | Ludność (2022) | Powierzchnia km² | Liczba gmin |
| --- | -------------------------- | -------------- | ---------------- | ----------- |
| 1   | Amt Am Peenestrom          | 13 950         | 181,60           | 7           |
| 2   | Amt Am Stettiner Haff      | 10 342         | 431,24           | 12          |
| 3   | Amt Anklam-Land            | 9249           | 532,87           | 18          |
| 4   | Amt Jarmen-Tutow           | 6606           | 172,66           | 7           |
| 5   | Amt Landhagen              | 10 692         | 208,92           | 9           |
| 6   | Amt Löcknitz-Penkun        | 10 543         | 430,06           | 13          |
| 7   | Amt Lubmin                 | 10 469         | 202,39           | 10          |
| 8   | Amt Peenetal/Loitz         | 5954           | 170,46           | 3           |
| 9   | Amt Torgelow-Ferdinandshof | 13 759         | 262,13           | 7           |
| 10  | Amt Uecker-Randow-Tal      | 6795           | 290,52           | 13          |
| 11  | Amt Usedom-Nord            | 8372           | 61,64            | 5           |
| 12  | Amt Usedom-Süd             | 10 993         | 235,04           | 15          |
| 13  | Amt Züssow                 | 11 406         | 392,25           | 13          |

## Demografia
| Rok  | Mieszkańcy |
| ---- | ---------- |
| 1990 | 300 081    |
| 2000 | 270 416    |
| 2010 | 245 733    |
| 2020 | 235 773    |

## Współpraca zagraniczna
- Euroregion Pomerania